# Traçat circular

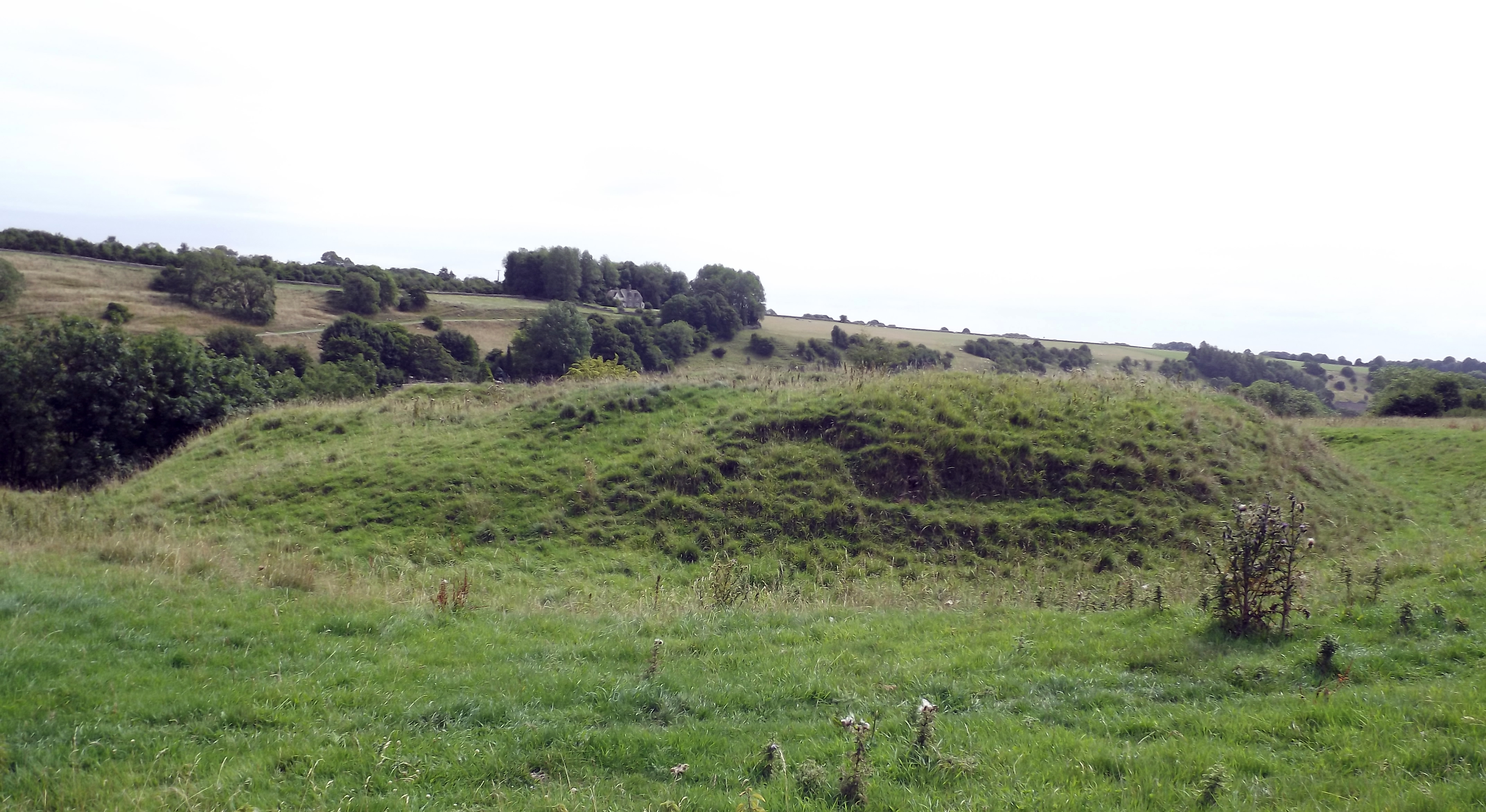
Restes d'obres al terra del traçat circular a Newington Bagpath, Anglaterra.

Un traçat circular és una forma d'estructura defensiva fortificada, generalment en forma circular o ovalada. Les construccions d'aquest estil són fonamentalment castells de mota i pati però sense mota. Les defenses solen ser moviments de terres en forma de rasa i banc que envoltava l'indret.
Aquest tipus d'obres es van originar a Alemanya al segle x com a forma inicial de castell medieval i, al principi, eren poc més que una casa pairal fortificada. Van aparèixer a Anglaterra just abans de la conquesta normanda i es van construir grans quantitats a finals del segle xi i principis del XII. Versions més elaborades (com el castell de Stansted Mountfitchet) comprenen un traçat circular i pati, el traçat substituint la ja més comuna mota i el pati actuant com a fortalesa militar.

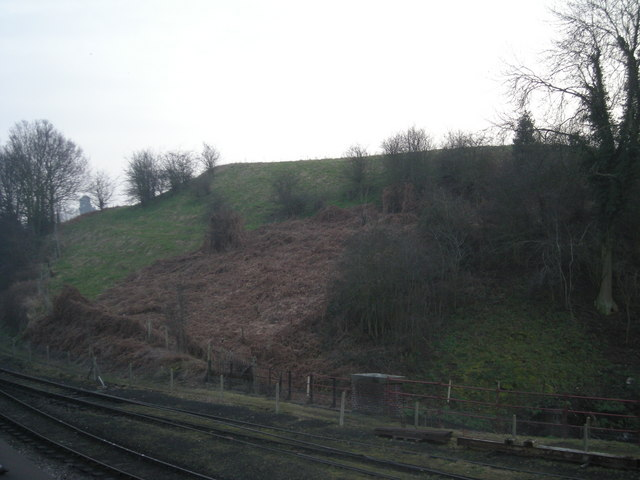
Restes de traçat circular a Panpudding Hill, Bridgnorth, Anglaterra.

Una enquesta publicada el 1969 va identificar 198 castells en forma de traçat circular a Anglaterra i Gal·les, amb 50 llocs més que es consideraven com a possibles. David James Cathcart King i Leslie Alcock van proposar la següent classificació de construccions de traçat circular en funció de les seves restes:
- A — un banc i una séquia que envolta el lloc
- B — un banc i una rasa que envolta el lloc, amb un interior artificialment elevat
- Bb — un banc i una rasa que envolten el lloc sobre un turó natural, on la superfície del terreny baixa per tal que l'interior sigui més elevat que l'exterior
- C — un banc per un costat amb terra inclinada per l'altre
- D — un banc per un costat amb un terra inclinat per l'altre combinat amb una rasa i un interior elevat artificialment
- Dd — un banc a un costat amb un terreny inclinat per l'altre combinat amb una rasa i l'interior aixecat per un turó natural